# Araucaria bidwillii
Araucaria bidwillii är en barrträdart i Australien som beskrevs av William Jackson Hooker. Araucaria bidwillii ingår i släktet Araucaria och familjen Araucariaceae. IUCN kategoriserar arten globalt som livskraftig. Inga underarter finns listade i Catalogue of Life.
Trädet är upp till 50 meter högt med vågräta grenar och ovanligt stora kottar och frön. Bland aboriginerna kallas trädet Bunya-Bunya. Inom dess ursprungsområde har trädet blivit belagt med avverkningsförbud då det anses som ett privilegium tillhörande aboriginerna.[källa behövs] Dess frön liknar kastanjer och är en populär föda, fröna kan nå en längd av upp till 8 centimeter. De insamlas under perioden januari-mars.

## Bildgalleri

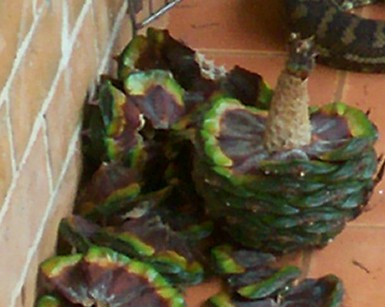
Kotte
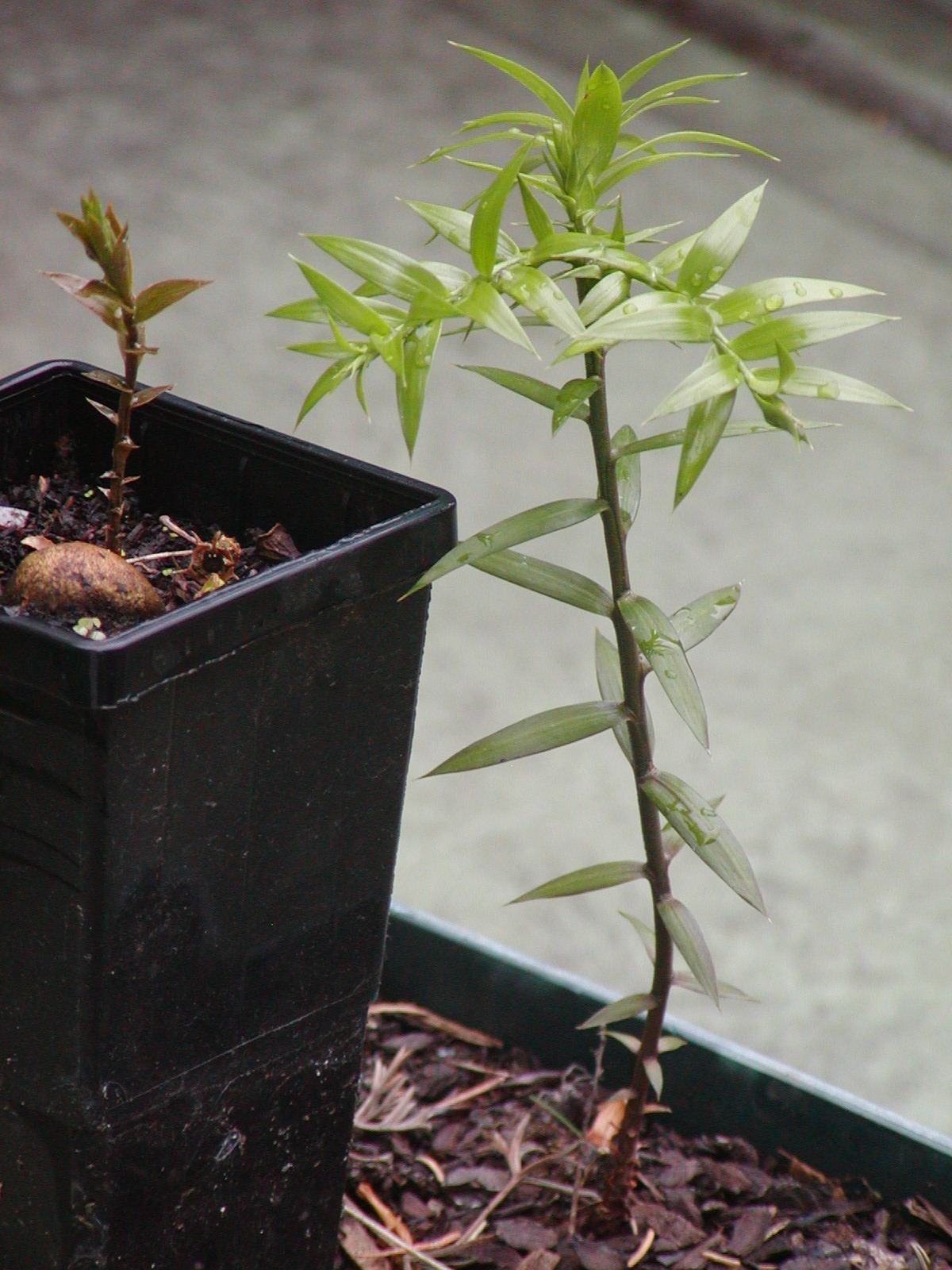
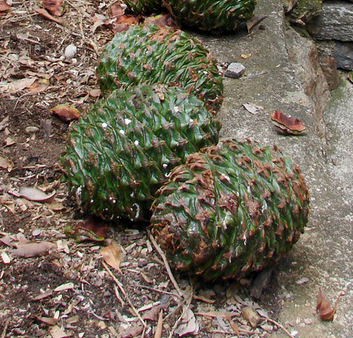
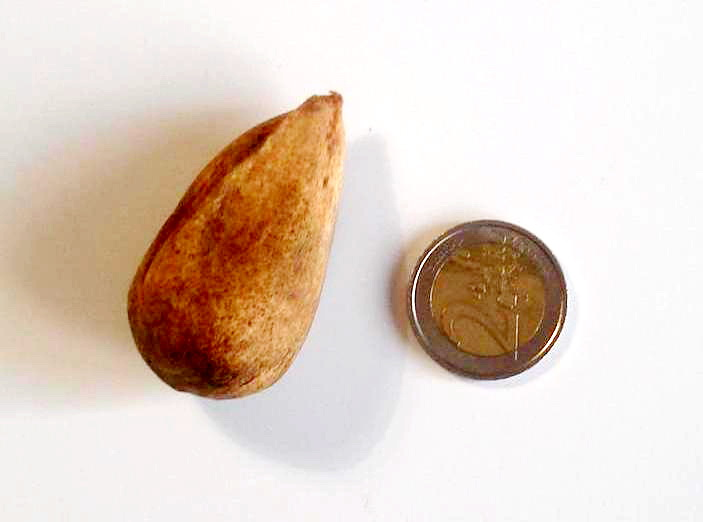
Frön
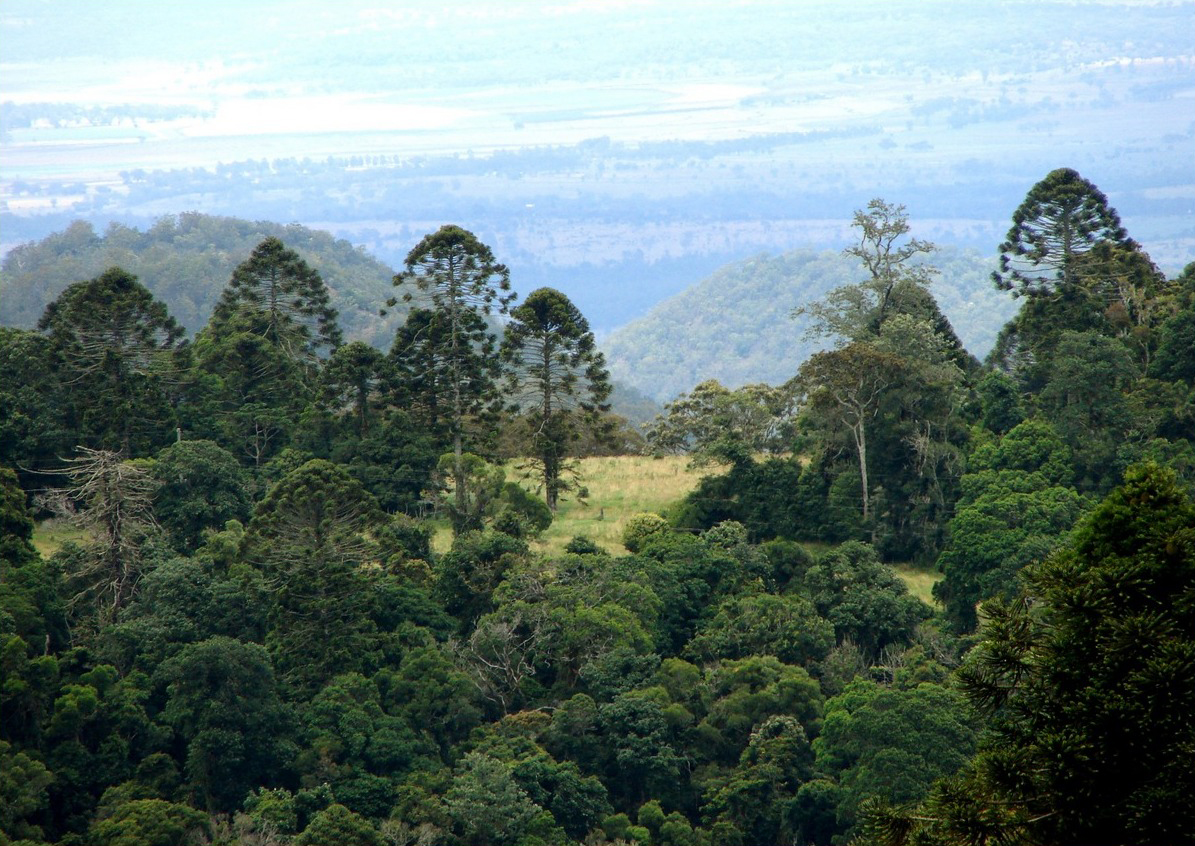
Flera träd av arten
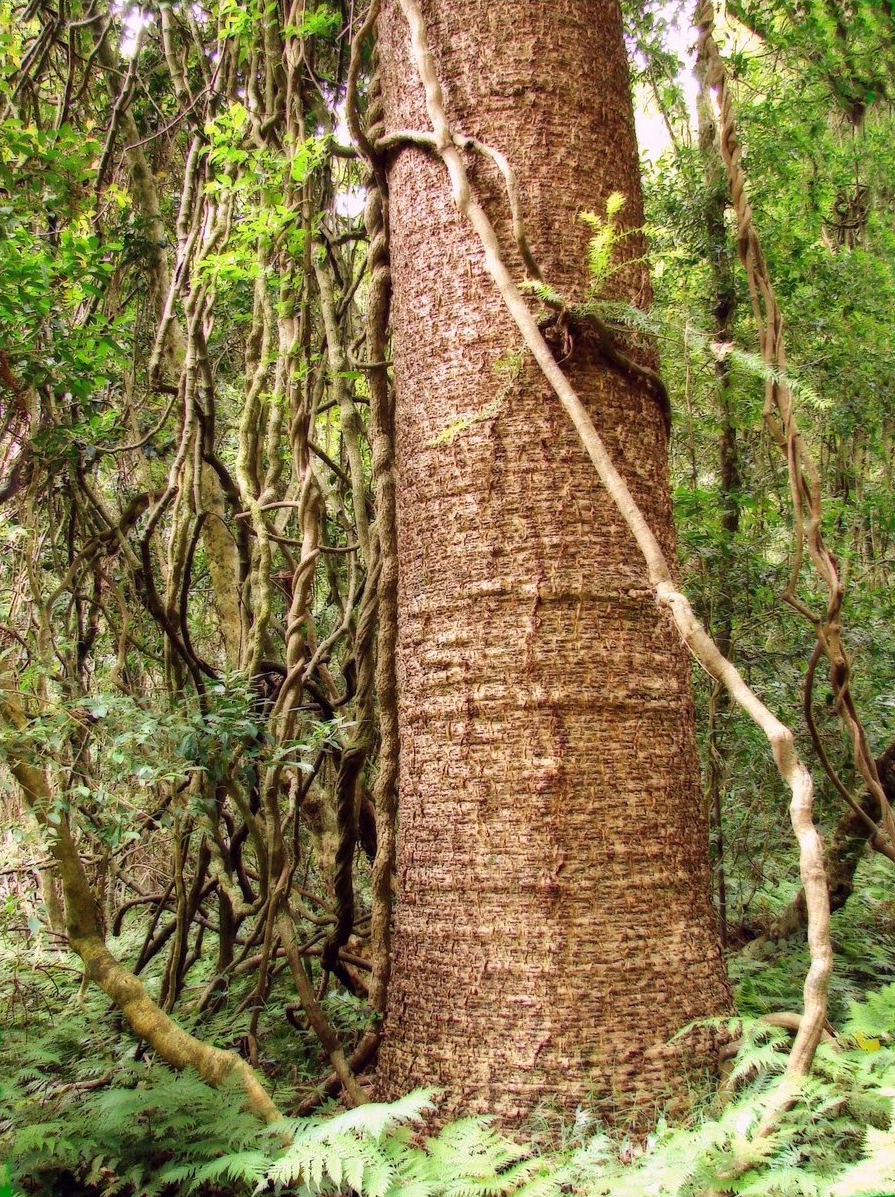
Stam